# Zengcheng
Zengchéng (en chino: 增城市, pinyin: Zēng chéngshì, también: Tsengshing en cantonés) es una ciudad-municipio  bajo la administración directa de la ciudad-subprovincia de Cantón. Se ubica cerca de las Montañas Luofu en la provincia de Cantón, República Popular China. Su área es de 1.171 km² (la segunda más grande) y su población es de 830.000 (98% han).
Es conocida por la producción de los pantalones vaqueros azules. El código postal es el 511300 y el de área 020.

## Administración
La ciudad Zengchéng se divide en 3 subdistritos y 6 poblado.
| Nombre       | Chino    | Pinyin           |
| ------------ | -------- | ---------------- |
| S. Licheng   | 荔城街道 | Lìchéng Jiēdào   |
| S. Zengjiang | 增江街道 | Zēngjiāng Jiēdào |
| S. Zhucun    | 朱村街道 | Zhūcūn Jiēdào    |
| Zhengguo     | 正果镇   | Zhèngguǒ Zhèn    |
| Shitan       | 石滩镇   | Shítān Zhèn      |
| Xintang      | 新塘镇   | Xīntáng Zhèn     |
| Zhongxin     | 中新镇   | Zhōngxīn Zhèn    |
| Paitan       | 派潭镇   | Pàitán Zhèn      |
| Xiaolou      | 小楼镇   | Xiǎolóu Zhèn     |

## Clima
Debido a su posición geográfica, los patrones climáticos en la siguiente tabla son los mismos de Cantón.
| Parámetros climáticos promedio de Zengchéng (1971-2000) | Parámetros climáticos promedio de Zengchéng (1971-2000) | Parámetros climáticos promedio de Zengchéng (1971-2000) | Parámetros climáticos promedio de Zengchéng (1971-2000) | Parámetros climáticos promedio de Zengchéng (1971-2000) | Parámetros climáticos promedio de Zengchéng (1971-2000) | Parámetros climáticos promedio de Zengchéng (1971-2000) | Parámetros climáticos promedio de Zengchéng (1971-2000) | Parámetros climáticos promedio de Zengchéng (1971-2000) | Parámetros climáticos promedio de Zengchéng (1971-2000) | Parámetros climáticos promedio de Zengchéng (1971-2000) | Parámetros climáticos promedio de Zengchéng (1971-2000) | Parámetros climáticos promedio de Zengchéng (1971-2000) | Parámetros climáticos promedio de Zengchéng (1971-2000) |
| Mes                                                     | Ene.                                                    | Feb.                                                    | Mar.                                                    | Abr.                                                    | May.                                                    | Jun.                                                    | Jul.                                                    | Ago.                                                    | Sep.                                                    | Oct.                                                    | Nov.                                                    | Dic.                                                    | Anual                                                   |
| ------------------------------------------------------- | ------------------------------------------------------- | ------------------------------------------------------- | ------------------------------------------------------- | ------------------------------------------------------- | ------------------------------------------------------- | ------------------------------------------------------- | ------------------------------------------------------- | ------------------------------------------------------- | ------------------------------------------------------- | ------------------------------------------------------- | ------------------------------------------------------- | ------------------------------------------------------- | ------------------------------------------------------- |
| Temp. máx. media (°C)                                   | 18.3                                                    | 18.5                                                    | 21.6                                                    | 25.7                                                    | 29.3                                                    | 31.5                                                    | 32.8                                                    | 32.7                                                    | 31.5                                                    | 28.8                                                    | 24.5                                                    | 20.6                                                    | 26.3                                                    |
| Temp. mín. media (°C)                                   | 10.3                                                    | 11.7                                                    | 15.2                                                    | 19.5                                                    | 22.7                                                    | 24.8                                                    | 25.5                                                    | 25.4                                                    | 24.0                                                    | 20.8                                                    | 15.9                                                    | 11.5                                                    | 18.9                                                    |
| Lluvias (mm)                                            | 40.9                                                    | 69.4                                                    | 84.7                                                    | 201.2                                                   | 283.7                                                   | 276.2                                                   | 232.5                                                   | 227.0                                                   | 166.2                                                   | 87.3                                                    | 35.4                                                    | 31.6                                                    | 1736.1                                                  |
| Días de lluvias (≥ 0.1 mm)                              | 7.5                                                     | 11.2                                                    | 15.0                                                    | 16.3                                                    | 18.3                                                    | 18.2                                                    | 15.9                                                    | 16.8                                                    | 12.5                                                    | 7.1                                                     | 5.5                                                     | 4.9                                                     | 149.2                                                   |
| Horas de sol                                            | 118.5                                                   | 71.6                                                    | 62.4                                                    | 65.1                                                    | 104.0                                                   | 140.2                                                   | 202.0                                                   | 173.5                                                   | 170.2                                                   | 181.8                                                   | 172.7                                                   | 166.0                                                   | 1628.0                                                  |
| Humedad relativa (%)                                    | 72                                                      | 78                                                      | 82                                                      | 84                                                      | 84                                                      | 84                                                      | 82                                                      | 82                                                      | 78                                                      | 72                                                      | 66                                                      | 66                                                      | 77.5                                                    |
| Fuente: China Meteorological Administration             |                                                         |                                                         |                                                         |                                                         |                                                         |                                                         |                                                         |                                                         |                                                         |                                                         |                                                         |                                                         |                                                         |